# Byun Sung-hwan
Sung-Hwan Byun (Daegu,22 de dezembro de 1979) é um ex-futebolista sul-coreano que atuava como lateral-esquerdo.